# Přírodní park Rokytka
Rokytka je přírodní park nacházející se na území městských částí Praha-Nedvězí, Praha-Královice a Praha 22. Jeho osou je říčka (potok) Rokytka.
Přírodní park Rokytka byl vyhlášen v roce 1990, jeho rozloha činí 136,5 ha. Součástí PřP je i zámek a obora v Kolodějích a také přírodní rezervace Mýto, význačná svými geomorfologickými jevy (boční eroze Rokytky).

## Poloha
Nachází se při východní hranici pražského území a vyznačuje se velmi protáhlým úzkým tvarem, který je dán mělkým údolím Rokytky zaříznutým do bezlesé zemědělské krajiny Říčanské plošiny. Údolí je zahloubeno do břidlic a drob mladších starohor štěchovické skupiny. Jen na severním konci parku u Hájku vystupují břidlice a pískovce spodního ordoviku. Z půd převažují kambizemě a hnědozemě, na údolních svazích s ploškami rankerů. Jižní konec leží u Radešovic a Pacova, severní tvoří okraj Kolodějské obory. V přírodním parku se nacházejí dvě menší vesnice – pražské části Nedvězí a Královice, na severu pak na levém břehu Rokytky Hájek. Jde z velké části o kulturní krajinu podél většího potoka s lukami, břehovými porosty a menšími ostrůvky křovin na nevysokých údolních stráních. Jen v jižní části se rozkládá větší lesní komplex přírodní rezervace Mýto, v němž se uplatňují především dubohabřiny, ptačincové olšiny a habrové javořiny přerušované loučkami v nivě, dnes neobhospodařovanými. Rokytka zde tvoří přirozené meandry. v přírodním parku se vyskytuje hájová květena a dosti zajímavá fauna bezobratlých, mimo jiné i plž význačný pro teplé háje Sphyradium doliolum. Na silně zarůstajících skalách se ještě udrželo několik malých populací křivatce českého.

## Popis
Nad severním okrajem přírodního parku se rozkládá obora zámku v Kolodějích. Do přírodního parku nebyla zahrnuta, neboť zámek byl v minulosti využíván pro vládní účely (letní sídlo prezidenta T. G. Masaryka, později sloužil pro výjezdní zasedání československé a české vlády). Zámek i přilehlá obora byly restituovány, tvoří největší lesní a přírodně krajinářský komplex v širokém okolí, který by měl být posuzován mj. v kontextu s navazujícím přírodním parkem. Zde se také nalézá možná nejstarší památný strom na území hl. m. Prahy – dub Karla IV.
Dále proti proudu Rokytky leží ostrožna Markéta, která byla v minulosti 7,5 ha velkým slovanským hradištěm. Dodnes se zde zachovaly až 7 metrů vysoké valy (vnější je dlouhý 340 metrů) a až 11 metrů široký příkop. Zdá se, že hradiště hrálo důležitou roli zvláště v 11. a 12. století, kdy sloužilo k ochraně stezky vedoucí z Prahy do východních Čech. Bylo však obýváno až do středověku a údajně právě zde v r. 1296 porodila královna Guta, manželka Václava II., dceru Markétu. Později zde byl vybudován gotický kostel zasvěcený sv. Markétě. Kostel byl renesančně, později barokně přestavěn a jeho nevšední architektura dodnes přitahuje pozornost.
V přírodním parku leží také obec Královice, jež je poprvé připomínána v r. 1207. Je pravděpodobné, že právě ve 13. století svým významem zastínila blízké slovanské hradiště. Největší památkou je 20 metrů vysoká gotická tvrz, jejíž počátek se klade do 13. století. Na návsi jsou staré lípy, které se však svým stářím nemohou s gotickou tvrzí rovnat. Památné stromy – lípu srdčitou a dva duby letní, najdeme i v nedalekém Nedvězí, které je rovněž součástí přírodního parku.
Největší přírodní hodnotou této oblasti je přírodní rezervace Mýto, která se táhne jižně od obce Nedvězí. Tvoří ji údolí Rokytky s přirozeně zalesněnými svahy a údolními loukami. Ve stěnách údolí jsou výchozy starohorních modrošedých břidlic štěchovické skupiny, které mají místy silnou příměs písku. Vzhledem k tomu, že se jedná o poměrně měkké horniny, jsou většinou svahy údolí pozvolné. Rokytka si zde razí svoji cestu poslušna pouze zákonů gravitace a tak zde můžeme pozorovat přirozeně meandrující tok. Řeka teče ve svých vlastních náplavech a tak si zvláště za povodní vytváří čas od času nové koryto. Jedná se o tzv. divočení řeky, což je jev, který je v české kulturně přeměněné krajině poměrně vzácný. Údolí Rokytky tak představuje jiný svět, který bychom při průchodu okolní, po staletí zemědělsky využívanou plochou krajinou, ani nečekali. Mělké potoční údolí má zachovaný původní charakter s černýšovou dubohabřinou a habrovou javořinou na svazích, s luční nivou a suchomilnou skalní vegetací na výchozech skalek.
Přírodní rezervace slouží jako útočiště druhů, které mizí z okolní zemědělsky využívané krajiny. k zajímavým druhům patří koniklec luční český a křivatec český. Z motýlů tu můžeme vidět například otakárka ovocného, okáče rosíčkového či okáče skalního. Z ptáků zde hnízdí např. budníček lesní, králíček obecný a šoupálek dlouhoprstý. Přírodovědecký průzkum tu zaznamenal 22 druhů savců, mj. rejska malého, norníka rudého a hrabošíka podzemního.
Na Rokytce se rozkládá řada menších rybníků, které zlepšují mikroklima okolní krajiny a v minulosti byly i důležitou součástí hospodářského využívání oblasti. Při ichtyologickém průzkumu zde byla zjištěna řada druhů ryb. K nejhojnějším patří plotice obecná.
Park představuje úzký pás zpestřující jinak jednotvárnou polní krajinu, která se táhne po jeho obou stranách. z hlediska ekologického představuje typický stream-koridor, tj. údolí s vodním tokem umožňujícím šíření různých rostlin i živočichů, kteří se jinak v okolí nevyskytují. v našem případě jde o druhy šířící se z vlhčí, chladnější pahorkatiny na jihu směrem do nižší, odlesněné oblasti dále na severu. Oblast parku i jeho okolí zatím nenabyla příměstského charakteru a zachovala si venkovský vzhled. Přírodní ráz si nejlépe zachovala lesnatá partie nad Nedvězím, kde je dnes vyhlášena přírodní rezervace Mýto. Nejlepší čas pro návštěvu oblasti představuje časné jaro, kdy si můžeme vychutnat krásu hájové květeny v čele se sasankami a dymnivkami.